# SDL Trados
SDL Trados é um dos softwares líderes do mercado em tradução assistida por computador. Foi originalmente desenvolvido pela empresa alemã Trados GmbH e hoje está disponível através da SDL International.

## História
A Trados GmbH foi fundada em 1984 por Jochen Hummel e Iko Knyphausen em Stuttgart, Alemanha.
A empresa começou o desenvolvimento de software para o auxílio de tradução no fim dos anos 80 e lançou a sua primeira versão para o Windows no começo dos anos 90. Em 1992 deu-se o lançamento do MultiTerm e em 1994 o do Translator's Workbench. Em 1997, a empresa recebeu uma grande impulsão quando a Microsoft decidiu utilizar o Trados para a localização do Windows No fim dos anos 90, o software se transformou no líder de mercado na sua área.

## Especificações
Em 2009, a versão freelance do SDL Trados continha três principais componentes:
SDL Trados StudioUma aplicação para traduzir arquivos, criar e gerir memórias de tradução e para a criação de projetos.
MultitermUma ferramenta voltada para a terminologia.
SDL Trados 2007A versão anterior do software, que contém vários componentes, como o Translator's Workbench, o TagEdigor e o SDLX.